# Microlicia cerifera
Microlicia cerifera là một loài thực vật có hoa trong họ Mua. Loài này được (Gardner) A.B. Martins & Almeda mô tả khoa học đầu tiên năm 2001.